# Giovanni Battista Belletti
Giovanni Battista Belletti (Sarzana, 17 febbraio 1813 – Sarzana, 27 dicembre 1890) è stato un baritono italiano.

## Biografia
Belletti si formò in Italia e si recò a Stoccolma tramite la mediazione dello scultore Johan Niclas Byström nel 1837 o nel 1838 e fu impiegato all'Opera reale svedese dal 1839 al 1844. Qui imparò a conoscere Jenny Lind e, grazie alla sua mediazione, nel 1848 ebbe l'opportunità di andare a Londra, dove si esibì al His Majesty's Theatre e partecipò alla tournée americana di Jenny Lind nel 1850-51. Risiedette fino al 1862 in Inghilterra, dove apparve come concertista ed interprete di oratori, ma poi tornò in Italia. Di lui si diceva che avesse una voce eccellente, ma aveva meno successo come attore. Tra i suoi ruoli prevalevano quelli comici, come Figaro nel Barbiere di Siviglia o ne  Le Nozze di Figaro.